# Gustav Janeček
Gustav Janeček (30. listopadu 1848 Benešov - 8. září 1929 Záhřeb) byl česko-chorvatský chemik, filozof a lékař, který stál za počátky úprav a zvelebování Plitvických jezer v Chorvatsku.

## Mládí a život
Narodil se v Benešově a v mládí se věnoval studiu farmacie na Filozofické fakultě Univerzity Karlovy v Praze. Poté se přesunul do Vídně, kde se kromě pokračování studia farmacie věnoval i filozofii a medicíně.
V roce 1879 pak přesídlil do Záhřebu, kde nastoupil na místní Filozofickou (dříve Mudroslovnou) fakultu, na níž se později stal děkanem i rektorem.
V průběhu života zvládl založit Farmaceutický vzdělávací kurs, byl soudním znalcem a také zakladatelem firmy na léky s názvem Kaštel (později firma nesla názvy Medika a Pliva). Stal se předsedou Jugoslávské akademie věd a byl zakladatelem chorvatské chemie a farmacie v moderním pojetí.
V roce 1890 poprvé navštívil Plitvická jezera a o tři roky později se rozhodl založit společnost pro jejich zkrášlení a úpravu. I díky jeho úsilí vypadají Plitvická jezera dnes tak, jak vypadají a i díky jeho úsilí se nejdříve v roce 1949 stala národním parkem, poté pak v roce 1979 byla zařazena na seznam světového dědictví UNESCO. V jejich blízkosti si sám Janeček následně postavil dům (u jezera Labudovac).

## Vzpomínka

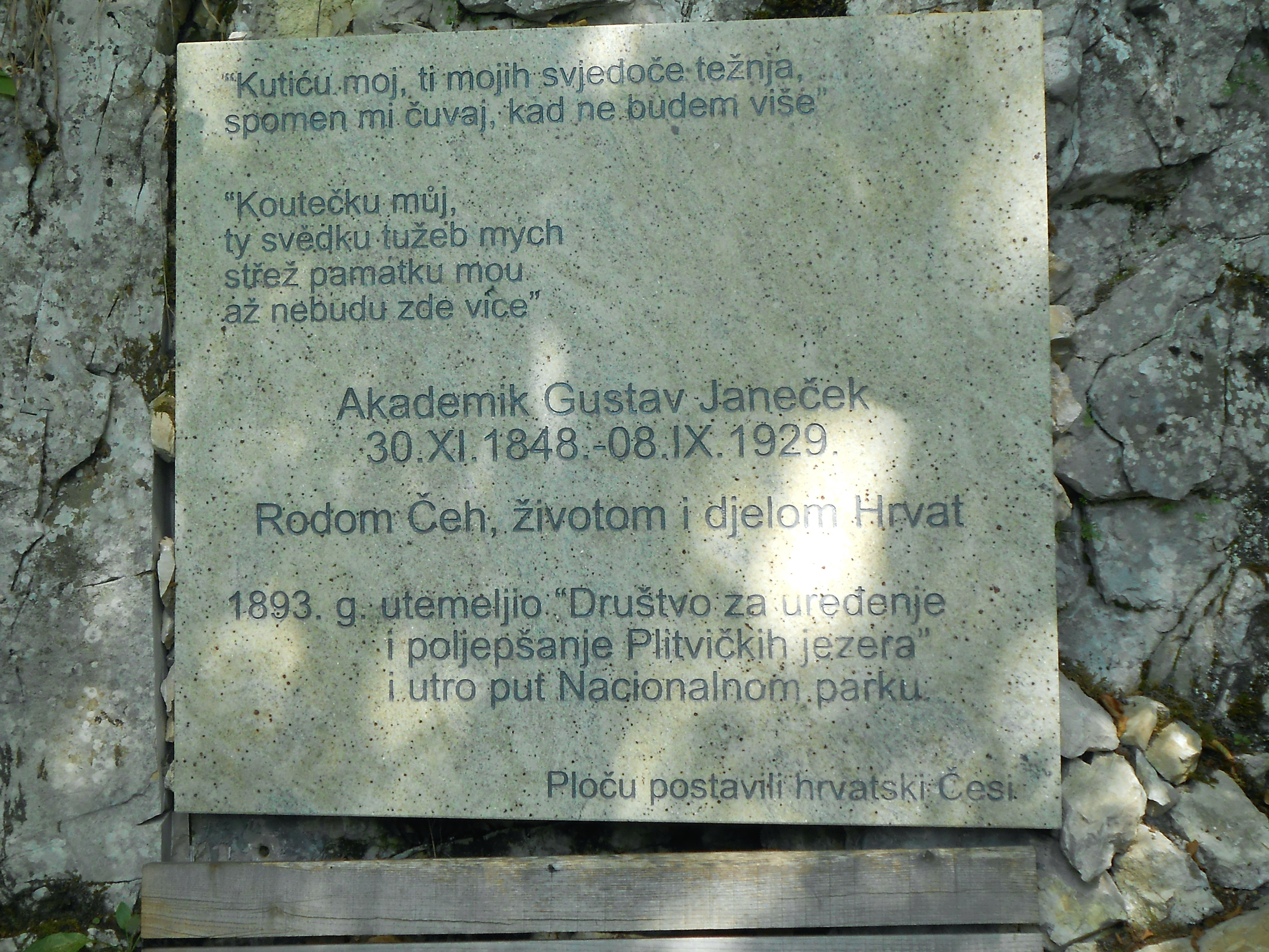
Pamětní deska věnovaná Gustavu Janečkovi

Chorvatská akademie věd, jejímž předsedou byl po tři roky, nechala na jeho dům v Záhřebu instalovat pamětní desku. V Záhřebu zároveň existuje Janečkova ulice, pamětní desku můžeme najít i přímo na Plitvických jezerech a to na břehu jezera Milanovac. Deska nese text jak v chorvatštině, tak v češtině. Odhalena byla v roce 2009 a slavnostního odhalení se účastnili např. také tehdejší předseda parlamentu ČR Přemysl Sobotka, velvyslanec Karel Kühnl nebo Zdeňka Čuchnilová, poslankyně Chorvatského sněmu za českou a slovenskou menšinu, která desku vytvořila a byla také organizátorkou celé akce. 